# Drew Barham
Andrew Patrick Barham, detto Drew (Memphis, 29 dicembre 1989), è un ex cestista statunitense.